# Polkagrisros
Polkagrisros, Rosa (Gallica-gruppen) 'Rosa Mundi', är en sort i gruppen gallicarosor. Det är en av de äldsta kända odlade rosorna och sannolikt mycket gammal. Rosen omskrivs första gången 1581, men är troligen betydligt äldre. Sorten en mutation av apotekarrosen, 'Officinalis'. 
Bildar en tät buske som blir ca 120 cm hög. Blommar från strax efter midsommar och under några veckor. Den blommar inte om.
Sorten har genom åren fått många namn och några av dessa är.
- 'Fair Rosamond's Rose'
- 'Garnet Striped Rose'
- 'La Panachée'
- 'La Villageoise'
- 'Panaché'
- 'Provins Oeillet'
- 'Provins Panaché'
- 'Rosamondi'
- 'Rosamunde'
- 'Rosemonde'
- 'Rosier de France a fleurs panachées'
- 'Striped Rose of France'
- 'Versicolor'
- Rosa gallica var. versicolor L.